# Tony Campello
Sergio Benelli Campello (São Paulo, 24 de fevereiro de 1936), mais conhecido como Tony Campello, é um cantor e produtor musical brasileiro.
Ao lado da irmã Celly Campello, Tony fez sucesso no final da década de 1950 e na década de 1960.
Intérprete de vários sucessos como "Lobo Mau" e "Boogie do Bebê", Tony e Celly lançaram seu primeiro compacto em 1958, que tinha as faixas "Perdoa-me" e "Belo Rapaz".

## Carreira
Descendente de Italianos, foi criado na cidade de Taubaté, onde estudou piano e violão na infância e, em meados da década de 1950, integra conjuntos de baile no interior paulista. Posteriormente, entra para o grupo liderado pelo acordeonista Mário Gennari Filho.
Em 1958, sob contrato da gravadora Odeon, é batizado com seu nome artístico e grava o rock-balada “Perdoa-me (Forgive me)” num disco de 78 rpm com acompanhamento de Gennari Filho e seu conjunto. No outro lado do álbum, também fazendo sua estreia fonográfica, Celly Campello interpreta “Belo rapaz (Handsome boy)”.
Os irmãos se tornam ídolos da juventude nacional, com gravadoras e canais de televisão apostando em suas carreiras. Em 1959, eles passam a comandar juntos o programa "Celly e Tony em Hi-Fi", na TV Record paulista. Nesse mesmo ano gravou o rock balada “Oh! Baby“. Individualmente, lançam dezenas de compactos de sucesso.
O cantor ganha por duas vezes o troféu Chico Viola, em 1962 e 1963.
No cinema, participa dos filmes “Jeca Tatu” e “Zé do Periquito”.
Durante o auge da Jovem Guarda, entre 1962 e 1965, é convidado frequente do programa televisivo homônimo. Neste período também destacou-se como produtor musical, trabalhando na gravadora RCA. Na gravadora Odeon lançou diversos artistas, tais como Sérgio Reis, Sylvinha Araújo, Os Incríveis, Carlos Gonzaga, Deny e Dino e Luís Fabiano.
Foi interpretado pelo ator e cantor Murilo Armacollo no filme Um Broto Legal, de 2022.